# Subaru Impreza
La Subaru Impreza è una berlina compatta prodotta dalla casa giapponese Subaru, uscita dalle catene di montaggio per la prima volta nel 1992.

## Contesto
Nel 1992 l'Impreza fu chiamata a sostituire la ormai obsoleta Subaru Leone, sul mercato internazionale da oltre 20 anni. Allo stesso modo fu progettata con un occhio di riguardo al mondo delle competizioni rallistiche, nelle quali avrebbe invece dovuto sostituire la più grande e pesante Subaru Legacy.
Dalla Legacy, l'Impreza ha subito ereditato la nuova gamma di motori denominata EJ, la quale ha sostituito i vecchi motori EA. L'architettura meccanica di base è quella usuale di casa Subaru: motore boxer longitudinale e trazione integrale permanente (o anteriore su alcuni modelli base), sospensioni anteriori MacPherson e posteriori a quadrilatero deformabile. Queste soluzioni permettono all'Impreza di avere una disposizione simmetrica degli organi meccanici ed un baricentro molto basso. Questo significa minor rollio, minor "torque steering", minori vibrazioni da parte del motore (il quale non necessita di un contralbero di bilanciamento).

## Prima generazione (1992-2001)
La prima Impreza era disponibile in tre varianti di carrozzeria: berlina, coupé e station wagon (commercialmente denominata Sport Wagon) e coupé (non importata in Italia).

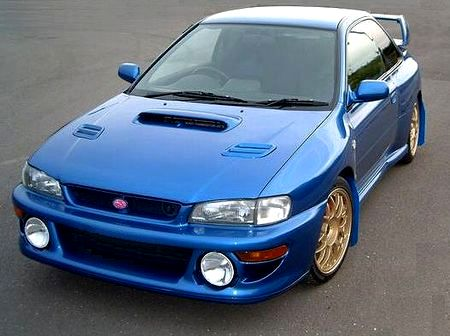
Subaru Impreza 22B STi

La gamma dei motori all'inizio comprendeva solo il semplice motore di 1.800 cm³ da 101 CV, ma a questo ben presto si aggiunsero un 1.600 e un 2.000 aspirati più il 2,0l turbo da 211 CV che equipaggiava la versione WRX. Quest'ultimo propulsore venne montato anche sulla versione GT (sia Sedan che Station Wagon) prodotta nel 1994.
Il primo restyling esterno è datato al 1997 e quello sugli interni al 1998. Dal 1999 la potenza della WRX salì dai 211 CV a 218 CV.
Nel 1998 viene commercializzata una versione a tiratura limitata (200 esemplari numerati) della Impreza Turbo; viene chiamata  "WWW", cioè World Wide Winner (vincitrice in tutto il mondo). La stessa risulta sensibilmente perfezionata rispetto alla GT turbo 4wd con un prezzo che, nel 1998, raggiungeva i 66,9 milioni di lire contro i 56,2 della "normale".  Prezzo ampiamente giustificato non soltanto dal ruolo di "instant classic" che il blasone e la tiratura limitatissima le conferiscono, ma anche da un insieme di peculiarità tecniche e di allestimento più elevato. Alcune particolarità estetiche delle "WWW", oltre alla colorazione esclusivamente in blu con cerchi oro, sono i sedili in pelle nabuck con la numerazione progressiva cucita a mano della Medici, i pannelli delle portiere sempre rivestiti in nabuck, la ghiera del cambio in alluminio con scritta "World Wide Winner", il labbro sul paraurti anteriore della "Orciari", l'alettone posteriore sempre della "Orciari" in condivisione con la wrx sti version IV giapponese, stemma anteriore di colore rosa (l'unica commercializzata in Italia con tale colore),alcuni particolari interni in carboon look (bocchette dell'aria, console centrale, e contachilometri), il pomello cambio, la pedaliera e il volante della "Momo". La potenza del 2 litri boxer 16v turbo era sempre di 211 cv, ma grazie ad una serie di interventi miglioravano notevolmente le doti di erogazione con un incremento di coppia di 2,0 Kgm rispetto alla "normale" ad un minor numero di giri.
Nel 1998 venne commercializzata la versione speciale 22B Sti. Tale versione venne lanciata sia per commemorare i 40 anni di attività della Subaru che per festeggiare il titolo mondiale rally conquistato l'anno precedente. Ne furono costruite 424, ed erano costituite da caratteristiche meccaniche analoghe alla controparte da gara tra le quali spiccava la carrozzeria a due porte esclusiva (unica Impreza mai costruita in questa configurazione), passaruota allargati e sviluppata in collaborazione con la Prodrive che all'epoca gestiva il reparto corse ufficiale Subaru nel WRC; il propulsore era un 2.2 boxer Master-4 DOHC Turbo da 276 CV di potenza. Quest'ultimo veniva gestito da un cambio manuale a cinque marce.
Nello stesso anno venne lanciata la Impreza Wagon Sti Version 5. Costruito per il solo mercato nipponico, il modello implementava un propulsore Sti Blueprinted dalla potenza di 280 cv, un impianto frenante costituito da freni a disco, un nuovo cofano motore con prese d'aria maggiorate, un nuovo spoiler posteriore e diversi ritocchi del design. Gli interni sono stati resi più sportivi con l'aggiunta di sedili da corsa e volante sportivo fornito dalla Momo.
Nel 1999 viene commercializzata la serie limitata "wrx plus" esclusivamente di colore grigio con cerchi oro (gli stessi della versione Www) gli interni erano in alcantara blu e nero come i pannelli delle portiere. Questo modello aveva in dotazione l'alettone di altezza media (come quello della Www).
Nel 2000 vengono commercializzate in Italia due versioni speciali limitate e numerate, rispettivamente la LTD e la WRX 3.
La LTD era allestita con i colori classici della Impreza WRX, ovvero carrozzeria blu e cerchi oro (che però avevano 6 raggi anziché 5), i sedili come la Plus e volante e pomello Momo con inserti di colore rosso. La particolarità più importante è che riportava il numero progressivo sulla ghiera del cambio (in totale ne sono stati prodotti 100 esemplari). Lo spoiler faceva parte di un kit estetico della Orciari (mascherina, paraurti anteriore, minigonne e alettone tipo WRC).
La WRX 3 era invece di colore grigio (con gli stessi cerchi a 6 raggi della LTD), aveva i sedili tappezzati in nabuk con trama a quadri bianchi e pelle nera, con poggiatesta Medici su cui era riportato il numero progressivo (100 esemplari in totale) e pannelli neri con una striscia bianca. Questa versione era l'unica che aveva di serie i tre manometri al posto del "portaguanti". La plastica della console centrale era di colore grigio-dorato rispetto al nero delle versioni di serie. Sotto le frecce laterali spicca l'emblema WRX 3 in rilievo di colore grigio. La WRX 3 montava il medesimo kit estetico della LTD.

### Motorizzazioni
I motori EJ erano contraddistinti da una distribuzione a singolo albero a camme in testa (eccezion fatta per il 2,0l, il quale invece era a doppio albero a camme in testa), a 2 o 4 valvole per cilindro e spaziavano dagli 1,5l ai 2,0l di cilindrata. L'Impreza, al debutto, ne ereditava ben tre aspirati nelle diverse cilindrate di 1,6l, 1,8l e 2,0l. La potenza specifica di quei motori era relativamente contenuta (anche in raffronto alle vetture dell'epoca), ma permetteva di avere una buona coppia ai bassi regimi, esprimendo un carattere che rispettava appieno la filosofia di auto polivalente incarnata dall'Impreza già alla nascita.
| Motori dell'anno 1992 |        |                |                            |                                |                          |               |                     |                      |
| Modello               | Motore | Cilindrata cm³ | Potenza                    | Coppia                         | Rapporto di compressione | 0–100 km/h, s | Velocità max (Km/h) | Consumo medio (Km/l) |
| 1.6 GL 16v            | EJ16   | 1.597          | 66 kW (90 CV) a 5.600 RPM  | 137 N·m (14,0 kgm) a 4.000 RPM | 9,7:1                    | 12,7          | 175                 | 11,8                 |
| 1.8 GL 8v             | EJ18   | 1.820          | 76 kW (103 CV) a 5.600 RPM | 147 N·m (15,0 kgm) a 4.400 RPM | 9,5:1                    | 11,8          | 174                 | -                    |
| 2.0 GL 16v man.       | EJ20   | 1.994          | 84 kW (115 CV) a 5.600 RPM | 172 N·m (17,5 kgm) a 4.000 RPM | 9,7:1                    | 9,7           | 190                 | 10,8                 |
| 2.0 GL 16v aut.       | EJ20   | 1.994          | 84 kW (115 CV) a 5.600 RPM | 172 N·m (17,5 kgm) a 4.000 RPM | 9,7:1                    | 11,1          | 190                 | 10,3                 |

Nel 1997, in concomitanza con il primo dei più importanti restyling dell'auto, la gamma dei motori si rinnova completamente: esce di scena il 1.800 (l'unico rimasto con 2 valvole per cilindro) e vengono aggiornati sia il 1600 che il 2.000, i quali guadagnano in coppia e potenza, pur nel rispetto delle nuove norme antinquinamento Euro 2.
| Motori dell'anno 1997 |        |                |                            |                                |                          |               |                     |                      |
| Modello               | Motore | Cilindrata cm³ | Potenza                    | Coppia                         | Rapporto di compressione | 0–100 km/h, s | Velocità max (Km/h) | Consumo medio (Km/l) |
| 1.6 TS 16v            | EJ16   | 1.597          | 70 kW (95 CV) a 5.200 RPM  | 143 N·m (14,6 kgm) a 3.600 RPM | 10,0:1                   | 12,8          | 171                 | 12,2                 |
| 2.0 GL 16v man.       | EJ20   | 1.994          | 92 kW (125 CV) a 5.600 RPM | 184 N·m (18,8 kgm) a 3.600 RPM | 10,0:1                   | 10,2          | 191                 | 11,2                 |
| 2.0 GL 16v aut.       | EJ20   | 1.994          | 92 kW (125 CV) a 5.600 RPM | 184 N·m (18,8 kgm) a 3.600 RPM | 10,0:1                   | 12,7          | 183                 | 11,6                 |

### L'ingresso nelle competizioni e i successi nel WRC

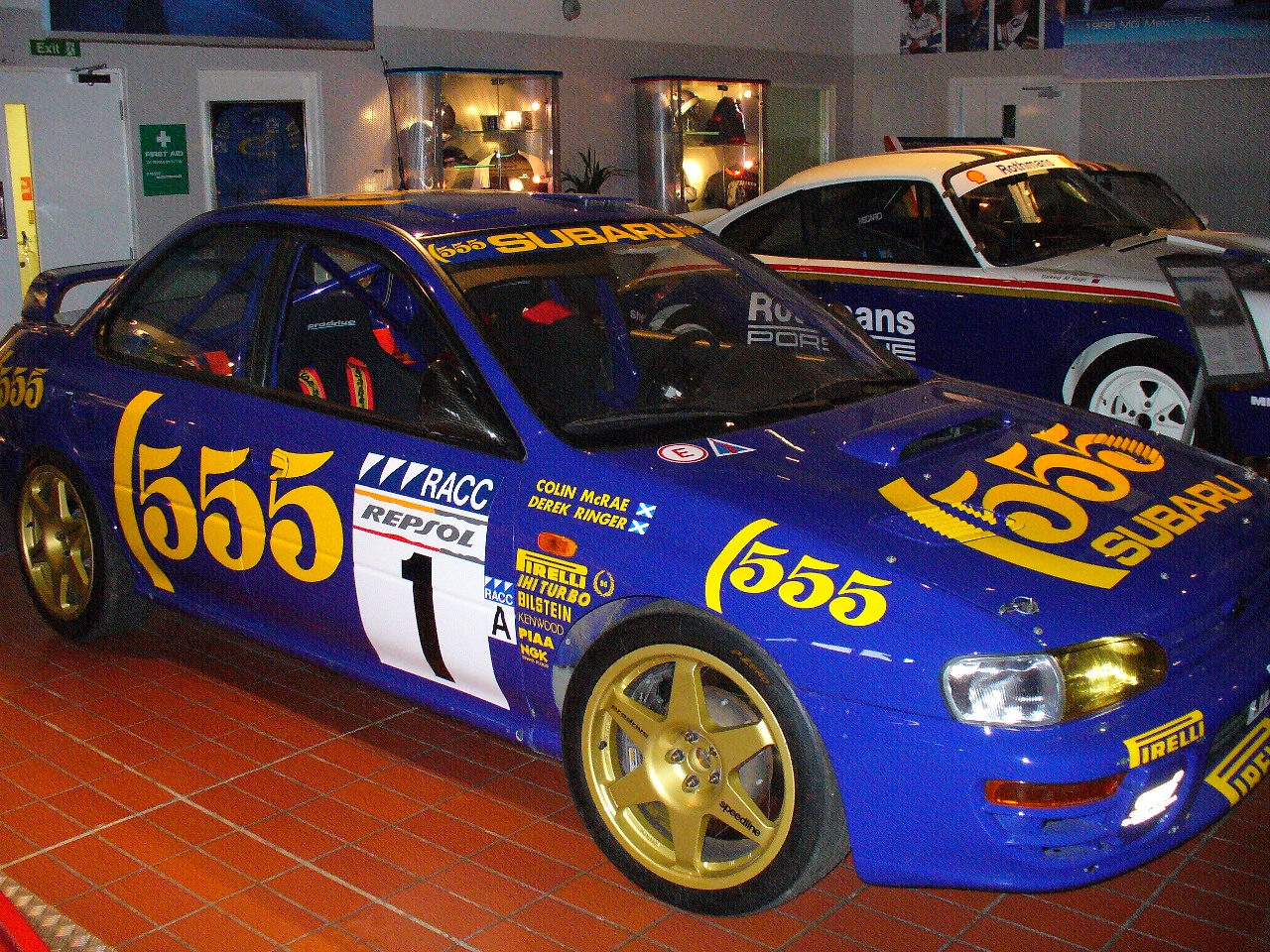
Impreza 555 anno 1996

La Subaru Impreza fu presto chiamata a sostituire la Legacy RS nel campionato RCA (meglio conosciuto come il Gruppo A), categoria che al tempo rappresentava la serie "regina" del rally mondiale. L'Impreza 555 (così chiamata in omaggio alla sponsorizzazione del marchio di sigarette State Express 555 appartenente al gruppo British American Tobacco) rappresentava un enorme salto di qualità rispetto alla Legacy, già a partire dalla scheda tecnica: questa infatti vantava circa 20 CV in più dell'antenata, aveva uno dei primi motori in alluminio, migliore tenuta di strada, nuove sospensioni, un miglior bilanciamento dei pesi, una scocca più leggera e dimensioni ridotte.
La 555 debuttò nel 1993 nel rally di Finlandia "1000 Laghi" con alla guida i campioni di casa Ari Vatanen e Markku Alén. Conquistò la prima vittoria nel 1994 al rally di Corsica con alla guida Carlos Sainz. Nel 1995 permise a Subaru di conquistare sia il titolo piloti (peraltro l'unico vinto dal pur celeberrimo Colin McRae) che il titolo costruttori; bis che non riuscì l'anno successivo, quando Subaru dovette accontentarsi del titolo costruttori.
Il ritiro del modello avvenne dal 1997 causa nuovi regolamenti della World Rally Championship. La sua sostituta, l'Impreza WRC97, fu un'altra ottima auto che vinse alla prima gara del campionato e conquistò il titolo costruttori in quello stesso anno.

## Seconda generazione (2001-2007)

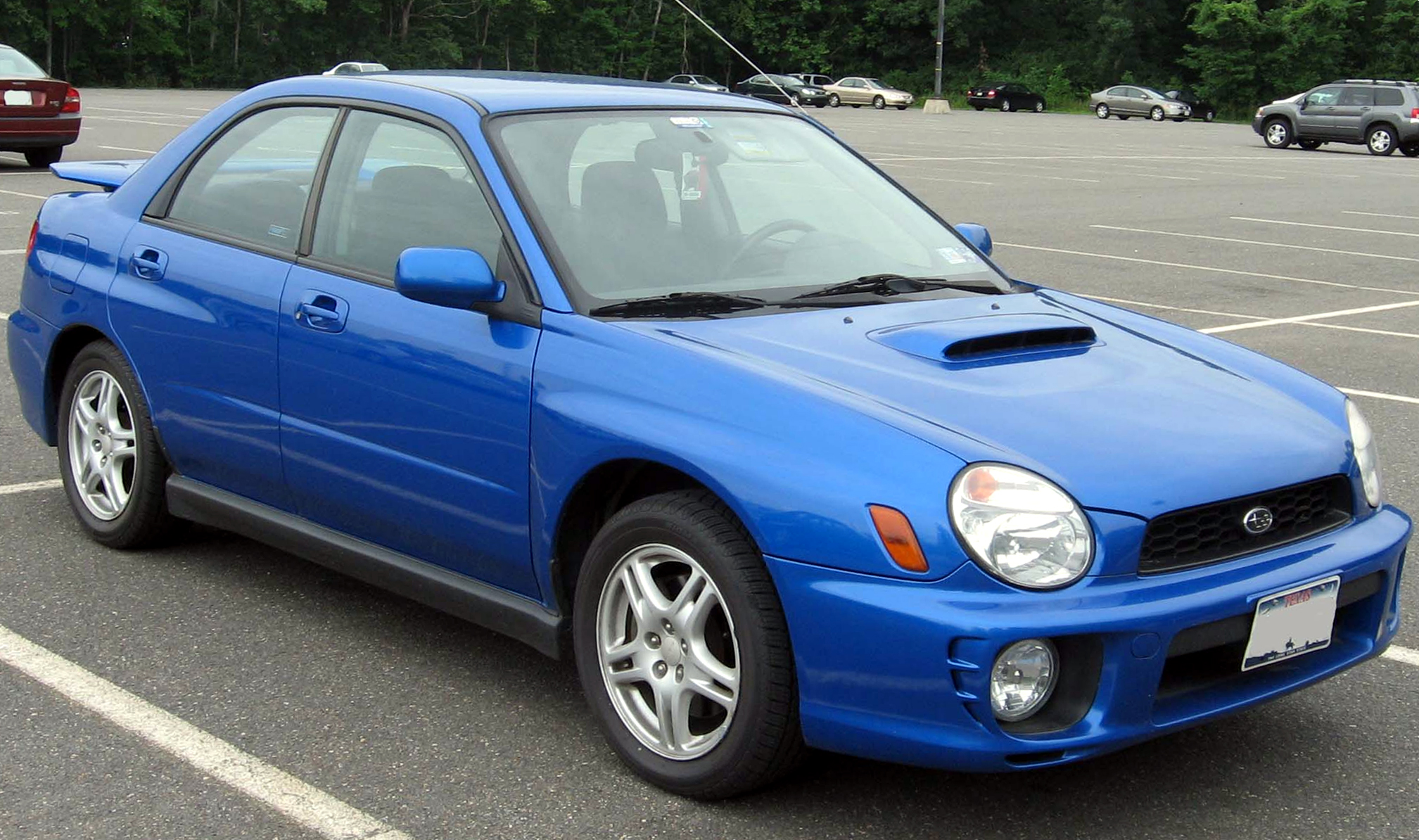
Impreza WRX 2002-2003

La seconda versione della compatta Subaru vide la luce nel 2001 e ne rappresentò la prima profonda revisione. L'impostazione meccanica di fondo non venne intaccata, ma intorno a quella tutto venne modificato, migliorato ed accresciuto. Le dimensioni erano più importanti: lunghezza ed altezza crebbero entrambe di 6 cm ciascuna, mentre passo e larghezza rimasero praticamente invariate. L'assetto era nuovo e traeva vantaggio dall'esperienza maturata nei rally. I freni erano a disco autoventilanti su tutte e quattro le ruote, mentre rimasero trazione integrale e motore boxer.
Tuttavia, in un primo momento, gli appassionati più incalliti, quelli che considerano e considereranno sempre l'Impreza come la versione stradale della macchina che si è imposta per anni nel WRC, rimasero abbastanza delusi dalla nuova vettura: le dimensioni maggiori, il peso superiore e quel design così poco aggressivo fecero storcere il naso a non pochi duri e puri.
D'altro canto la nuova Impreza portava in dote una più vasta serie di optional dedicati alla sicurezza automobilistica, un telaio più rigido e nuovi interni più moderni e confortevoli, ma sempre sportivi: da annoverare le bocchette di ventilazione rotonde, il volante MOMO in pelle, la pedaliera in alluminio, il volante regolabile in altezza (ma non in profondità).

### Restyling 2003

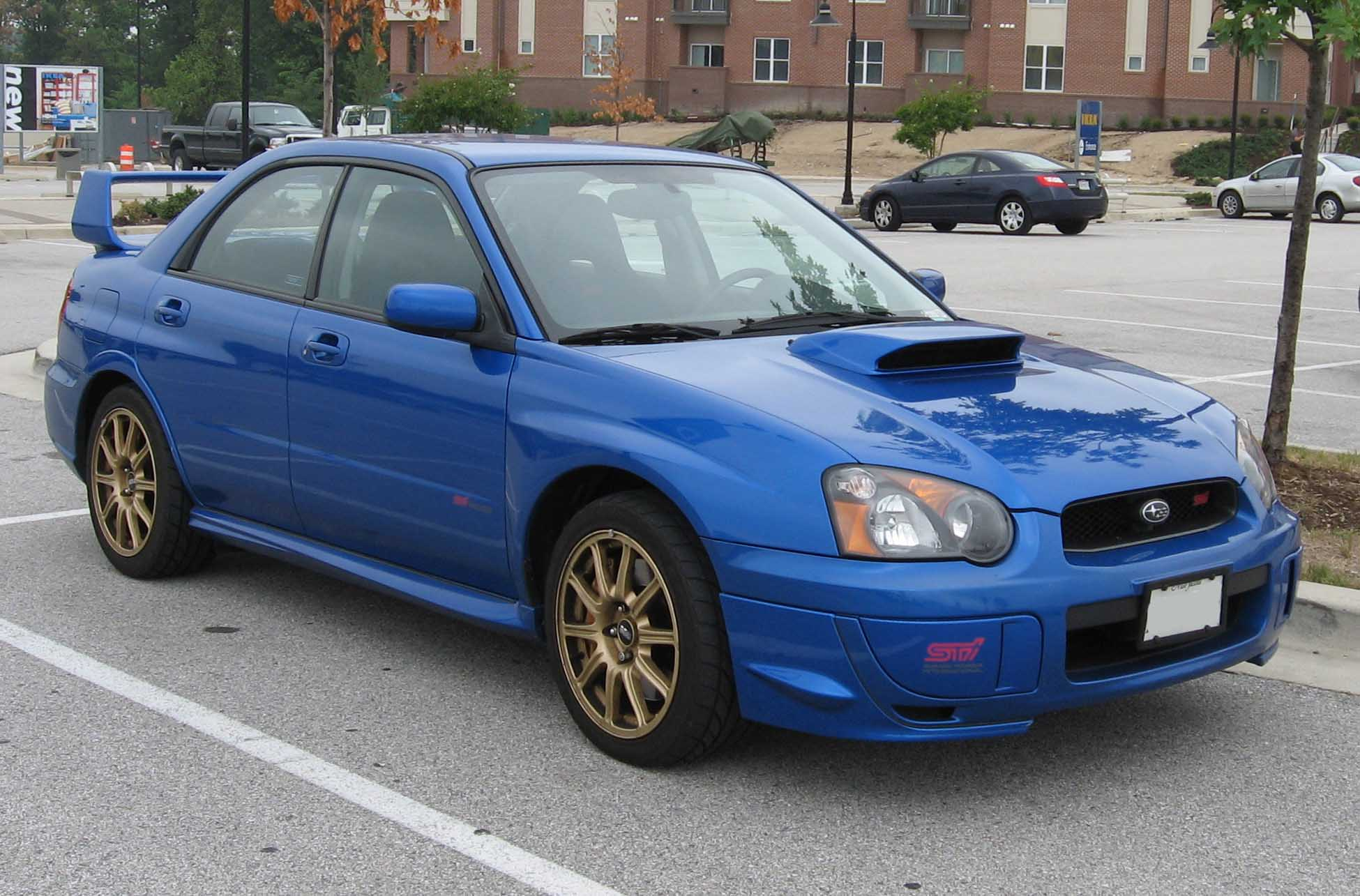
Subaru WRX STi 2004-2005

Sul lato del design servì a ben poco l'introduzione della versione rinvigorita STi: i gruppi ottici anteriori a forma circolare continuavano a non piacere e fu proprio per questo che nel 2003 Subaru decise di introdurre un restyling estetico che intervenisse proprio in quei punti che erano stati i più criticati.
Per commemorare la vittoria del mondiale WRC 2003 di Petter Solberg viene commercializzata la Subaru Impreza WRX STi "Solberg Edition", edizione limitata e numerata a soli 500 esemplari. La Solberg Edition ha notevoli migliorie rispetto alle STi base; come ad esempio il DCCD (Driver's Control Centre Differential) che permette una raffinata gestione della trazione e gli interni in alcantara nero (Black Line) con stemma sti sullo schienale di colore rosso a differenza delle versioni " STI normale" che avevano i sedili in alcantara blu, inoltre era dotata di pomello cambio in alluminio satinato, plancia centrale nero opaco ed un ponte posteriore migliorato e leggermente più largo.
Inoltre le Solberg Edition, oggi sempre più ricercate dai collezionisti,  presentavano in basso alla console centrale oppure sulla plancia sopra l'autoradio, una placca incisa di color argento che commemora la vittoria mondiale di Solberg, oltre alla placca adesiva riportante l'autografo del pilota, veniva talvolta consegnato anche un portachiavi in argento massiccio con la medesima grafica. Nelle placche delle auto distribuite da Subaru Italia la numerazione progressiva è incisa (xx/200), mentre le Solberg Edition distribuite nel resto d'Europa pur presentando la medesima placchetta commemorativa, talvolta non presentano alcuna numerazione, risultano tuttavia tutte riscontrabili come "STI Petter Solberg Limited Edition" in base al loro VIN Number (numero di telaio) nei database Subaru, le Solberg Edition sono state prodotte in soli 3 colori di cui 356 esemplari "Blu Mica WRC", 106 esemplari "Azzurro Ghiaccio" e soli 33 esemplari "Rosso Pastello".

### Restyling 2006
Interventi più importanti vennero invece introdotti nel 2006: un nuovo design per gli esterni firmato da Andreas Zapatinas (nuovo direttore del centro stile Subaru), l'introduzione del nuovo motore 2.0 aspirato più una serie di piccole modifiche atte a migliorare il comportamento dinamico.

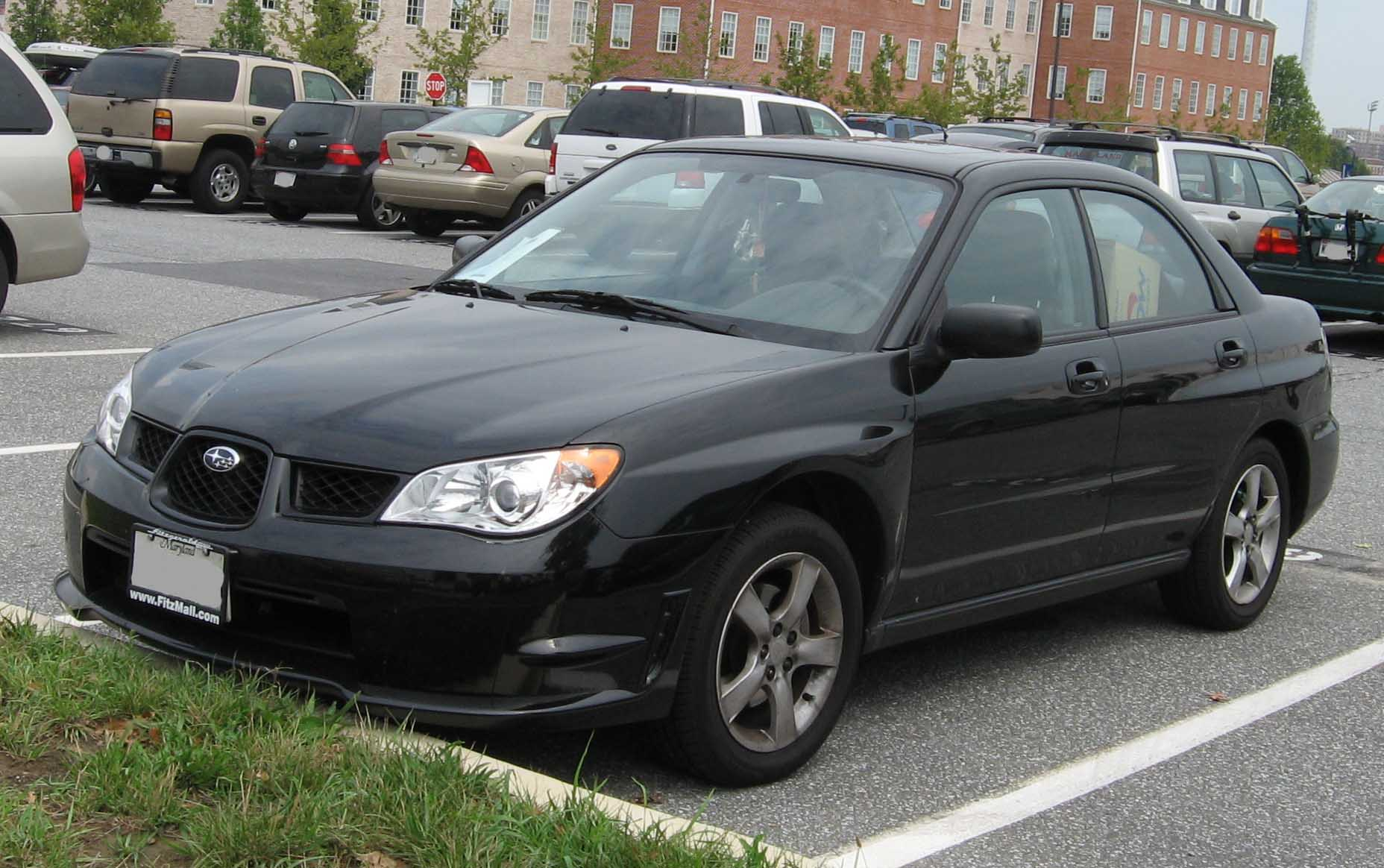
Impreza 2006-2007

Dal telaio e dalla meccanica della Impreza è stata tratta anche la terza generazione di un SUV della casa nipponica, la Subaru Forester.

### Motorizzazioni
L'offerta di motorizzazioni della Subaru Impreza di seconda generazione non fu mai veramente ampia, ma fu altresì caratterizzata da un ritmo di rinnovamento impressionante che portò la gamma motoristica della Impreza a rinnovarsi profondamente ad ogni anno.
Per questo motivo, di seguito, vengono riportate, anno per anno, le motorizzazioni offerte in Italia.
| Motori dell'anno 2001 |        |                |                             |                                |                          |               |                     |                      |
| Modello               | Motore | Cilindrata cm³ | Potenza                     | Coppia                         | Rapporto di compressione | 0–100 km/h, s | Velocità max (Km/h) | Consumo medio (Km/l) |
| 1.6 man.              | -      | 1.597          | 70 kW (95 CV) a 5.200 RPM   | 143 N·m (14,6 kgm) a 3.600 RPM | 10,0:1                   | 12,8          | 171                 | 12,2                 |
| WRX                   | -      | 1.994          | 160 kW (218 CV) a 5.600 RPM | 292 N·m (29,8 kgm) a 3.600 RPM | -                        | -             | 230                 | -                    |

| Motori dell'anno 2002 |        |                |                             |                                |                          |               |                     |                      |
| Modello               | Motore | Cilindrata cm³ | Potenza                     | Coppia                         | Rapporto di compressione | 0–100 km/h, s | Velocità max (Km/h) | Consumo medio (Km/l) |
| 1.6 man.              | -      | 1.597          | 70 kW (95 CV) a 5.200 RPM   | 143 N·m (14,6 kgm) a 3.600 RPM | 10,0:1                   | 12,8          | 171                 | 12,2                 |
| WRX                   | -      | 1.994          | 160 kW (218 CV) a 5.600 RPM | 292 N·m (29,8 kgm) a 3.600 RPM | -                        | -             | 230                 | -                    |
| WRX STi               | -      | 1.994          | 195 kW (265 CV) a 6.000 RPM | 343 N·m (35,0 kgm) a 4.000 RPM | 8,0:1                    | 5,5           | 238                 | -                    |

| Motori dell'anno 2003 |        |                |                             |                                |                          |               |                     |                      |
| Modello               | Motore | Cilindrata cm³ | Potenza                     | Coppia                         | Rapporto di compressione | 0–100 km/h, s | Velocità max (Km/h) | Consumo medio (Km/l) |
| 1.6 man.              | -      | 1.597          | 70 kW (95 CV) a 5.200 RPM   | 143 N·m (14,6 kgm) a 3.600 RPM | 10,0:1                   | 12,8          | 171                 | 12,2                 |
| 2.0 man.              | EJ20   | 1.994          | 92 kW (125 CV) a 5.600 RPM  | 184 N·m (18,8 kgm) a 3.600 RPM | 10,0:1                   | 10,2          | 191                 | 11,2                 |
| 2.0 aut.              | EJ20   | 1.994          | 92 kW (125 CV) a 5.600 RPM  | 184 N·m (18,8 kgm) a 3.600 RPM | 10,0:1                   | 12,7          | 183                 | 11,6                 |
| WRX                   | -      | 1.994          | 165 kW (224 CV) a 5.600 RPM | 300 N·m (30,6 kgm) a 4.000 RPM | 8,0:1                    | 5,9           | 232                 | 10,9                 |
| WRX STi               | -      | 1.994          | 195 kW (265 CV) a 6.000 RPM | 343 N·m (35,0 kgm) a 4.000 RPM | 8,0:1                    | 5,5           | 238                 | -                    |

| Motori dell'anno 2004 |        |                |                             |                                |                          |               |                     |                      |
| Modello               | Motore | Cilindrata cm³ | Potenza                     | Coppia                         | Rapporto di compressione | 0–100 km/h, s | Velocità max (Km/h) | Consumo medio (Km/l) |
| 2.0 man.              | EJ20   | 1.994          | 92 kW (125 CV) a 5.600 RPM  | 184 N·m (18,8 kgm) a 3.600 RPM | 10,0:1                   | 10,2          | 191                 | 11,2                 |
| 2.0 aut.              | EJ20   | 1.994          | 92 kW (125 CV) a 5.600 RPM  | 184 N·m (18,8 kgm) a 3.600 RPM | 10,0:1                   | 12,7          | 183                 | 11,6                 |
| WRX                   | -      | 1.994          | 165 kW (224 CV) a 5.600 RPM | 300 N·m (30,6 kgm) a 4.000 RPM | 8,0:1                    | 5,9           | 232                 | 10,9                 |
| WRX STi               | -      | 1.994          | 195 kW (265 CV) a 6.000 RPM | 343 N·m (35,0 kgm) a 4.000 RPM | 8,0:1                    | 5,5           | 238                 | -                    |

| Motori dell'anno 2005 |        |                |                             |                                |                          |               |                     |                      |
| Modello               | Motore | Cilindrata cm³ | Potenza                     | Coppia                         | Rapporto di compressione | 0–100 km/h, s | Velocità max (Km/h) | Consumo medio (Km/l) |
| 2.0 man.              | EJ20   | 1.994          | 92 kW (125 CV) a 5.600 RPM  | 184 N·m (18,8 kgm) a 3.600 RPM | 10,0:1                   | 10,2          | 191                 | 11,2                 |
| 2.0 aut.              | EJ20   | 1.994          | 92 kW (125 CV) a 5.600 RPM  | 184 N·m (18,8 kgm) a 3.600 RPM | 10,0:1                   | 12,7          | 183                 | 11,6                 |
| WRX                   | -      | 1.994          | 165 kW (224 CV) a 5.600 RPM | 300 N·m (30,6 kgm) a 4.000 RPM | 8,0:1                    | 5,9           | 232                 | 10,9                 |
| WRX STi               | -      | 2.457          | 206 kW (280 CV) a 6.400 RPM | 392 N·m (40,0 kgm) a 4.000 RPM | 8,0:1                    | 5,4           | 255                 | -                    |

| Motori dell'anno 2006 |        |                |                             |                                |                          |               |                     |                      |
| Modello               | Motore | Cilindrata cm³ | Potenza                     | Coppia                         | Rapporto di compressione | 0–100 km/h, s | Velocità max (Km/h) | Consumo medio (Km/l) |
| 2.0 man.              | EJ20   | 1.994          | 118 kW (160 CV) a 6.400 RPM | 186 N·m (19,0 kgm) a 3.200 RPM | 10,0:1                   | 8,5           | 209                 | 11,1                 |
| 2.0 aut.              | EJ20   | 1.994          | 118 kW (160 CV) a 6.400 RPM | 186 N·m (19,0 kgm) a 3.200 RPM | 10,0:1                   | 11,3          | 192                 | 11,5                 |
| WRX                   | -      | 2.457          | 169 kW (230 CV) a 5.600 RPM | 300 N·m (30,6 kgm) a 4.000 RPM | 8,0:1                    | 5,6           | 232                 | 10,9                 |
| WRX STi               | -      | 2.457          | 206 kW (280 CV) a 6.400 RPM | 392 N·m (40,0 kgm) a 4.000 RPM | 8,0:1                    | 5,4           | 255                 | -                    |

## Terza generazione (2007-2011)

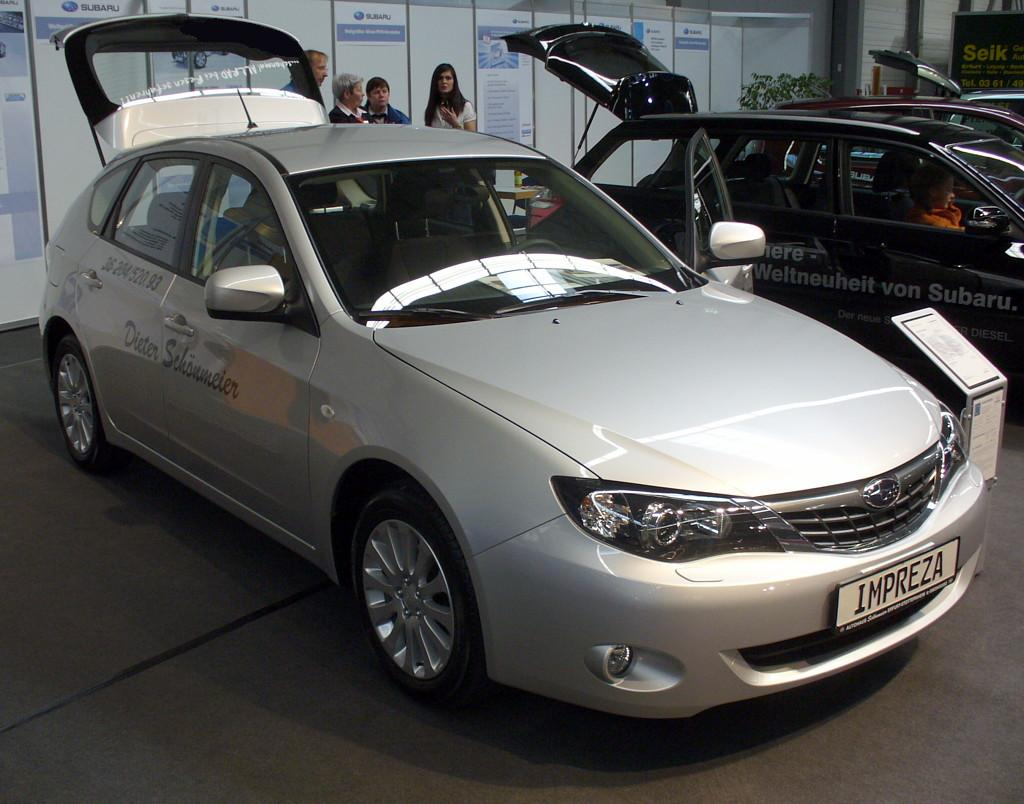
Impreza versione 2008

Al salone di Francoforte del 2007 Subaru ha presentato la terza generazione della Subaru Impreza, la quale abbandona la classica forma a tre volumi per abbracciare il nuovo andamento hatchback a due volumi con portellone posteriore. Questo cambiamento ha rappresentato una svolta decisiva per la Impreza, che in questa maniera ha visto abbandonare le forme della vettura che numerosi successi ha riscosso nel campionato del mondo rally.
La configurazione meccanica di base è sempre la stessa: motore boxer longitudinale a 4 cilindri e trazione integrale su tutte le versioni. I motori disponibili sono un 1,5l e un 2,0l aspirati, accoppiati al 2,5l turbo che equipaggia (con potenze diverse) le due versioni sportive WRX ed STi e al 2.0l diesel.
La lunghezza della vettura è l'unica dimensione decresciuta rispetto alla generazione precedente, a causa della nuova carrozzeria (passa infatti da 4455 mm a 4415 mm, 40 mm in meno) al contrario, in primo luogo, del passo (che cresce di quasi 10 cm), ma anche della larghezza (che aumenta di 5 cm) e dell'altezza (che sale di 36 mm).
Gli interni sono completamente nuovi e riprendono lo stile introdotto con il grande SUV Tribeca: una nervatura satinata si sviluppa secondo un movimento ad ali che trova il proprio centro nella consolle centrale e si sviluppa fino ad arrivare alle portiere.

## Quarta generazione (2011-2016)

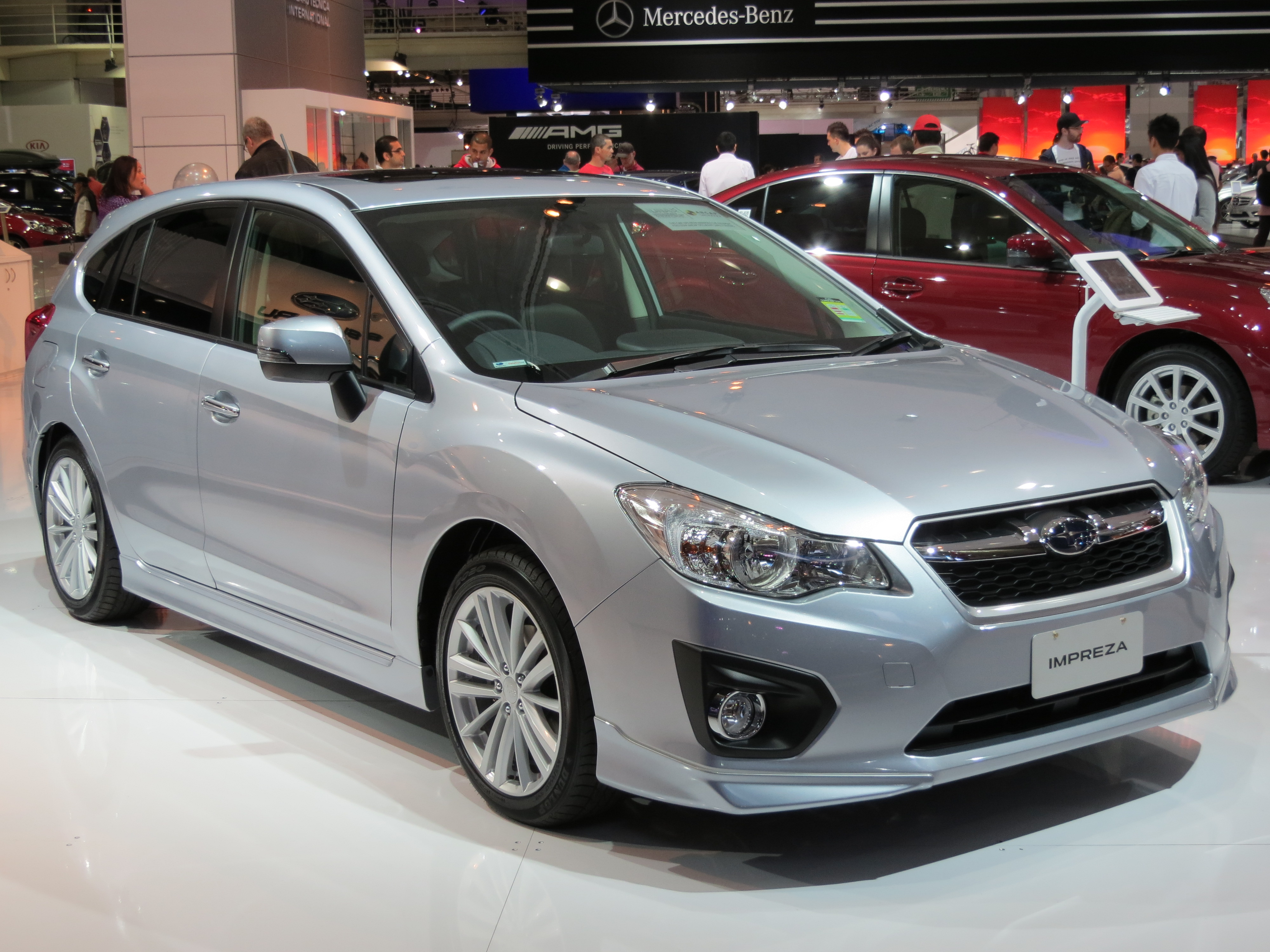
Impreza 4 serie del 2012

La quarta generazione dell'Impreza è stata presentata al salone dell'automobile di New York nel 2011 in versione berlina a 4 porte e a 5 porte hatchback. Le motorizzazioni disponibili sono sia benzina che diesel con cilindrate comprese tra i 1,6 e i 2,0 litri.
Destinata inizialmente ai mercati giapponese e statunitense, la quarta serie è stata in seguito esportata anche in altri mercati europei, tranne in quello italiano ad eccezione della WRX e STi.

### Subaru WRX
Dal 2014 le versioni WRX hanno perso il nome Impreza, diventando quindi un modello a sé stante nel listino della casa.
Quella del 2014 è la prima auto denominata WRX a non avere un motore derivato dall'EJ di serie; monta infatti un nuovo 2.0 denominato FA20F, con iniezione diretta e turbocompressore, situato nell'avantreno dell'auto, invece che a fianco del terzo pistone, e ciò rende più basso il centro di gravità dell'auto, che misura 500 mm. Questo motore, rispetto al vecchio EJ, ha una curva di coppia più ampia e 3 CV in più.

## Quinta generazione (2016-2023)

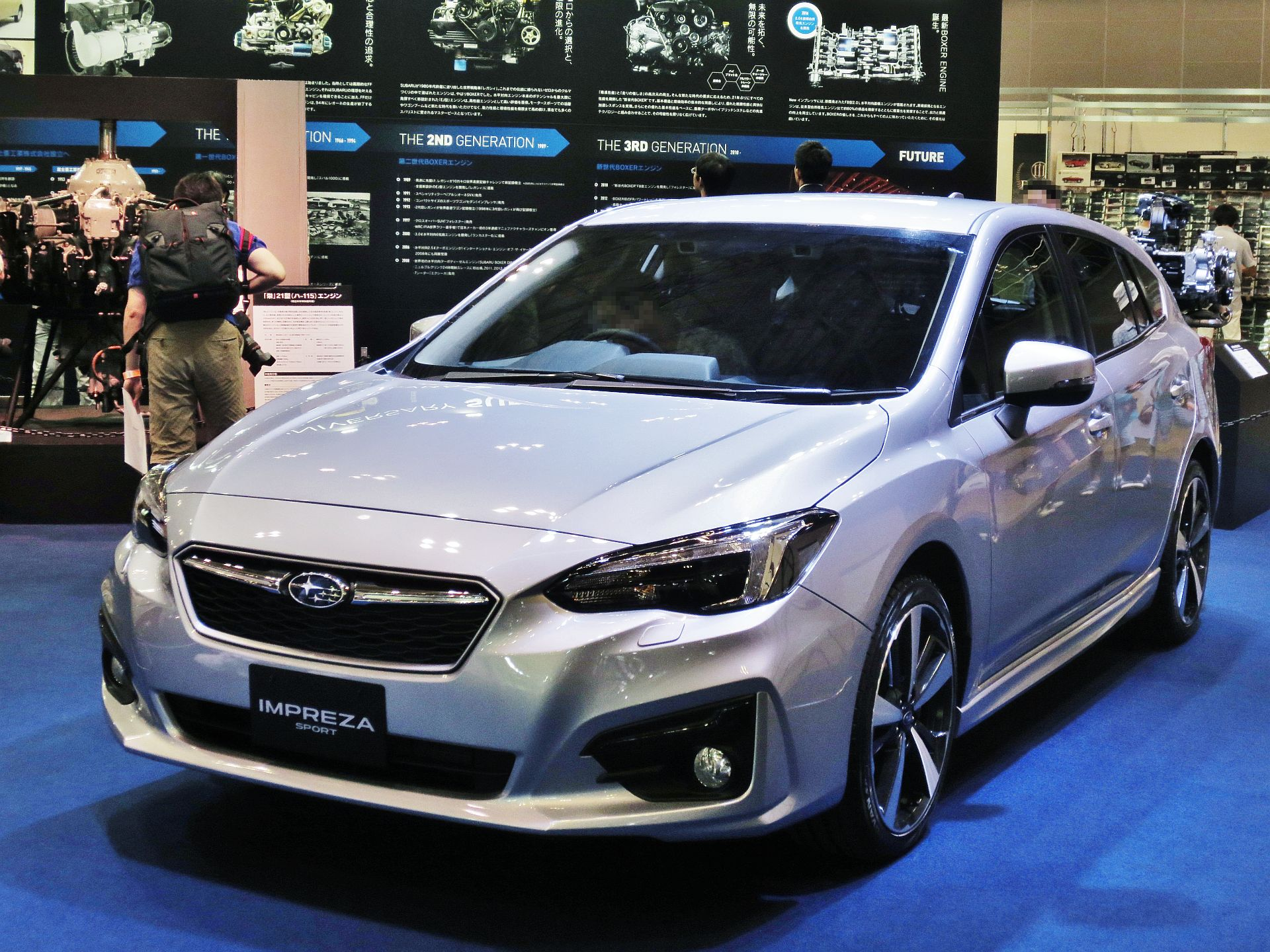
Impreza 5ª serie del 2016

Subaru ha presentato la quinta generazione del modello Impreza berlina al New York International Auto Show nel marzo 2016.
La quinta generazione è il primo modello ad essere costruito sulla nuova piattaforma globale Subaru, che sarà alla base di tutti i futuri modelli della casa nipponica.
Nei mercati giapponesi il modello è in vendita dal 13 ottobre 2016 nelle concessionarie Subaru, mentre la nuova Impreza è entrata nei mercati nordamericani ed australiani nel mese di dicembre 2016. I modelli nordamericani sono prodotti per la prima volta dalla filiale Subaru of Indiana Automotive Inc. a Lafayette, nell'Indiana anziché in Giappone. I modelli per i mercati al di fuori del Nord America continuano ad essere prodotti in Giappone.

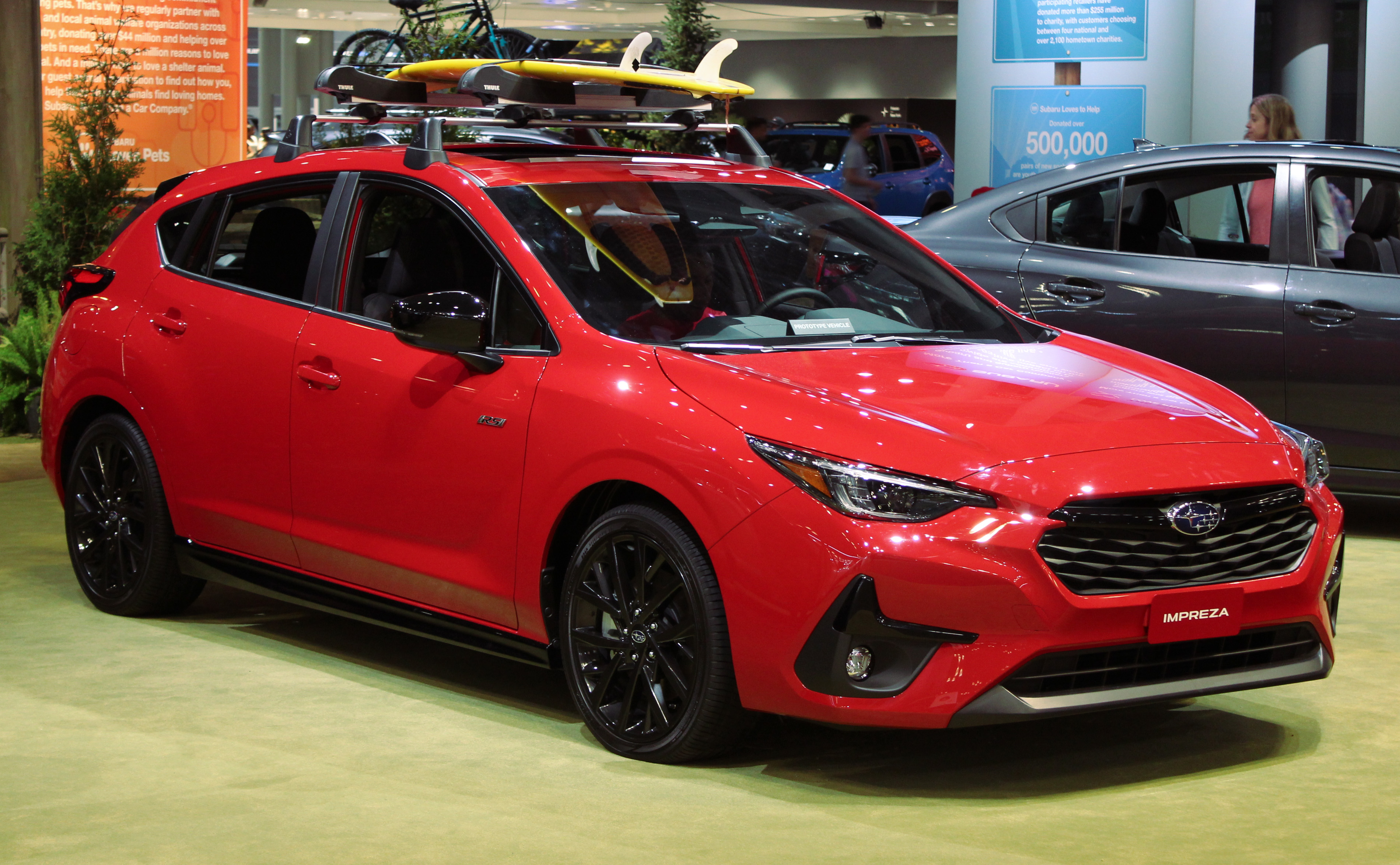
Impreza 6ª serie

## Sesta generazione (2023-)
La sesta generazione della Impreza è stata presentata il 17 novembre 2022 al LA Auto Show.